# Hoşafoğlu, Yığılca
Hoşafoğlu là một xã thuộc huyện Yığılca, tỉnh Düzce, Thổ Nhĩ Kỳ. Dân số thời điểm năm 2010 là 399 người.